# Potion Magique
A Potion Magique című album a francia Jordy 2. stúdióalbuma, mely 1994-ben jelent meg. Az album legsikeresebb dala a Nicsak, ki beszél most! című film betétdala az It's Christmas, C'est Noël

## Megjelenések
CD  Európa Versailles – VER 475599 2
1. It's Christmas, C'est Noël Written-By – A. Salvati - 3:35
2. Dis Tino - 3:38
3. Petit Papa Noël Written-By – H. Martinet, R. Vincy - 3:42
4. Ma Petite Soeur (Reggae Mix) Vocals – Patricia Clerget - 3:35
5. Love Love Dance - 4:10
6. Allo Maman C'est Noël Written-By – A. Salvati - 3:34
7. Des Cadeaux Pour Noël	- 3:39
8. Cinq Ans D'amour Vocals – Patricia Clerget - 4:09
9. D.J. Tu Dors!	- 5:59
10. Love Love Dance (Remix) - 6:08